# Zespół Szkół Ekonomicznych w Kaliszu
Zespół Szkół Ekonomicznych w Kaliszu – publiczna szkoła ekonomiczna w Kaliszu założona w 1872. 

## Oddziały
1. Technikum nr 2 im. gen. Mieczysława Smorawińskiego – 3 profile, cykl kształcenia 4 lata.

## Znani absolwenci
- Krzysztof Brzechczyn
- Władysław Kościelniak